# Тодор Бечиров
Тодор Бечиров е български футболист и футболен съдия.

## Биография
Роден е на 15 април 1927 г. в Пловдив. Играе като вратар в Ботев (Пловдив) (1943 – 1946) и Локомотив (Пловдив) (1947 – 1956, с 63 мача в А група). С Ботев през 1943 г. е на трето място в Държавното първенство, а с Локомотив (Пд) (тогава Славия-Ченгелов) през 1948 г. е финалист за купата на страната. Има 1 мач в А националния отбор.
Футболен съдия от 1957 г., от международна категория (1966 – 1974). В А група ръководи 99 мача, а също и квалификационните срещи за ЕП: Чехословакия – Югославия (1966), Австрия – СССР (1967) и Албания – Западна Германия (1971). Носител на златната значка на ФИФА. „Заслужил съдия“ от 1967 г.